# Miguel Ángel Martínez Martínez
Pour les articles homonymes, voir Martínez et Miguel Martínez.
Miguel Ángel Martínez Martínez (né le 30 janvier 1940 à Madrid) est un homme politique espagnol, membre du Parti socialiste ouvrier espagnol (PSOE). Député européen  de 1999 à 2014, il est vice-président du Parlement européen élu en 2007, 2009 et réélu en 2012.